# محمد بن يوسف الإيلاقي
الإيلاقي (ت. 460 هـ أو 536 هـ) هو طبيب مسلم.
هو أبو عبد الله شرف الزمان محمد بن يوسف الإيلاقي، نسبة إلى «إيلاق» بنواحي نيسابور. تشير المصادر أنه تتلمذ على ابن سينا أو بهمنيار، أو كلاهما. وهناك اختلاف في شأن سنة وفاته.

## آثاره
من آثاره:
- «الأسباب والعلامات».
- «الفصول الإيلاقية»، نسخة مخطوطة في المكتبة الوطنية لعلم الطب.[3][4]